# Diastictis sperryorum
Diastictis sperryorum là một loài bướm đêm trong họ Crambidae.